# Agriotes flavobasalis
Agriotes flavobasalis é uma espécie de insetos coleópteros polífagos pertencente à família Elateridae.
A autoridade científica da espécie é Heyden, tendo sido descrita no ano de 1889.
Trata-se de uma espécie presente no território português.